# Вајтендорф (Брил)
Вајтендорф (њем. Weitendorf) општина је у њемачкој савезној држави Мекленбург-Западна Померанија. Једно је од 76 општинских средишта округа Пархим. Према процјени из 2010. у општини је живјело 450 становника. Посједује регионалну шифру (AGS) 13060082.

## Географски и демографски подаци
Вајтендорф се налази у савезној држави Мекленбург-Западна Померанија у округу Пархим. Општина се налази на надморској висини од 15 метара. Површина општине износи 41,9 km². У самом мјесту је, према процјени из 2010. године, живјело 450 становника. Просјечна густина становништва износи 11 становника/km².